# 나체즈족 (책)
《나체즈 족》(프랑스어: Les Natchez)는 프랑스의 작가 프랑수아르네 드 샤토브리앙의 저서이다.

## 작품 소개
프랑스 낭만주의의 선구자 샤토브리앙이 가장 많은 애착을 가진 작품. 북미 대륙에서 새로운 삶을 시작하는 프랑스인 르네의 사랑과 우정, 고통과 방황을 섬세하게 그리고 있다.
초고에서 출판까지 걸린 무려 30여 년의 세월 동안 거듭된 첨삭으로 인해, ≪나체즈 족≫에는 서사시를 비롯해 철학 소설, 범죄 소설, 기독교의 경이로움을 다룬 소설 등 다양한 형태의 내용과 문체가 섞여 있다. 그래서 당시의 비평가들이나 독자들에게 많은 지지를 받지 못한 작품이 됐지만, 같은 이유로 샤토브리앙은 이 작품에 가장 많은 애착을 가지고 있다고 언급했다.
“샤토브리앙처럼 될 것, 그렇지 않으면 아무것도 아니다”이것은 샤토브리앙처럼 되고 싶었던 빅토르 위고의 말이다. 그만큼 샤토브리앙은 당대의 젊은이들과 후대에 큰 영향을 주었다. 그는 프랑스 초기 낭만주의의 선구자로 불린다. ≪나체즈 족≫에는 광활한 아메리카 대륙의 자연과 나체즈 부족 인디언들의 풍습을 자세하게 묘사되어 있으며, 낭만주의의 한 특징인 이국적 취향과 종교적 감정, 죽음에 대한 성찰 등이 잘 드러나 있다.
이 작품은 누이인 아멜리의 치명적인 고백에 프랑스를 떠났던 르네가 북미 대륙에 도착하게 되면서 시작된다. 누이인 아멜리와의 불행한 사랑 때문에 세상과 단절하고 고독 속에서 방랑하던 르네는 미시시피 강가의 나체즈 족 인디언들을 만나면서 새로운 삶을 시작하게 된다. 군중 속에서도 고독을 느끼는 르네. 그가 인디언 친구 우투가미즈와 자신의 아내 셀루타와의 관계에서 보여주는 헌신적인 우정과 사랑, 그리고 고통은 자신의 정체성을 추구하며 영혼의 동반자를 갈망하는 오늘날의 젊은이들에게도 시사하는 바가 크다.

## 서지 정보
- 문미영 역, 2009년, 지식을만드는지식 ISBN 9788962283556